# Rhyacia tenera
Rhyacia tenera là một loài bướm đêm trong họ Noctuidae.